# Kleine Aa (Zwolle)
Kleine Aa was een waterloop binnen de stadsmuur van de Nederlandse stad Zwolle (hoofdstad van de provincie Overijssel).
De waterlopen uit Salland, liepen door het moeras en vormden dit Riviertje. Dat via de oostzijde van de stad stroomde naar  het Rodetorenplein en mede het Zwarte Water vormde. In de loop van de tijd werd het smerig door gebruik als open riool en werd gedempt. Tijdens opgravingen in 1999 ontdekten archeologen dat de waterloop ter hoogte van Het Eiland in de 19e eeuw is vervangen door een gemetseld riool. De naam A plein herinnert nog aan de waterloop.